# 第戎城站
第戎城站，即第戎站，是一个法国铁路车站，位于法國东部城市第戎。
第戎城站是第戎境内最大的火车站，也是法国东部的一个重要铁路交通枢纽。

## 站名
第戎站的官方名称加上"Ville"后缀是为了区分第戎市区内的另一个车站"第戎新门站"。

## 位置
第戎城站位于第戎市区西部，车站呈东西走向，主站房在北侧，开口则朝东。车站内有地下通道可与车站南侧连接。

## 车站历史

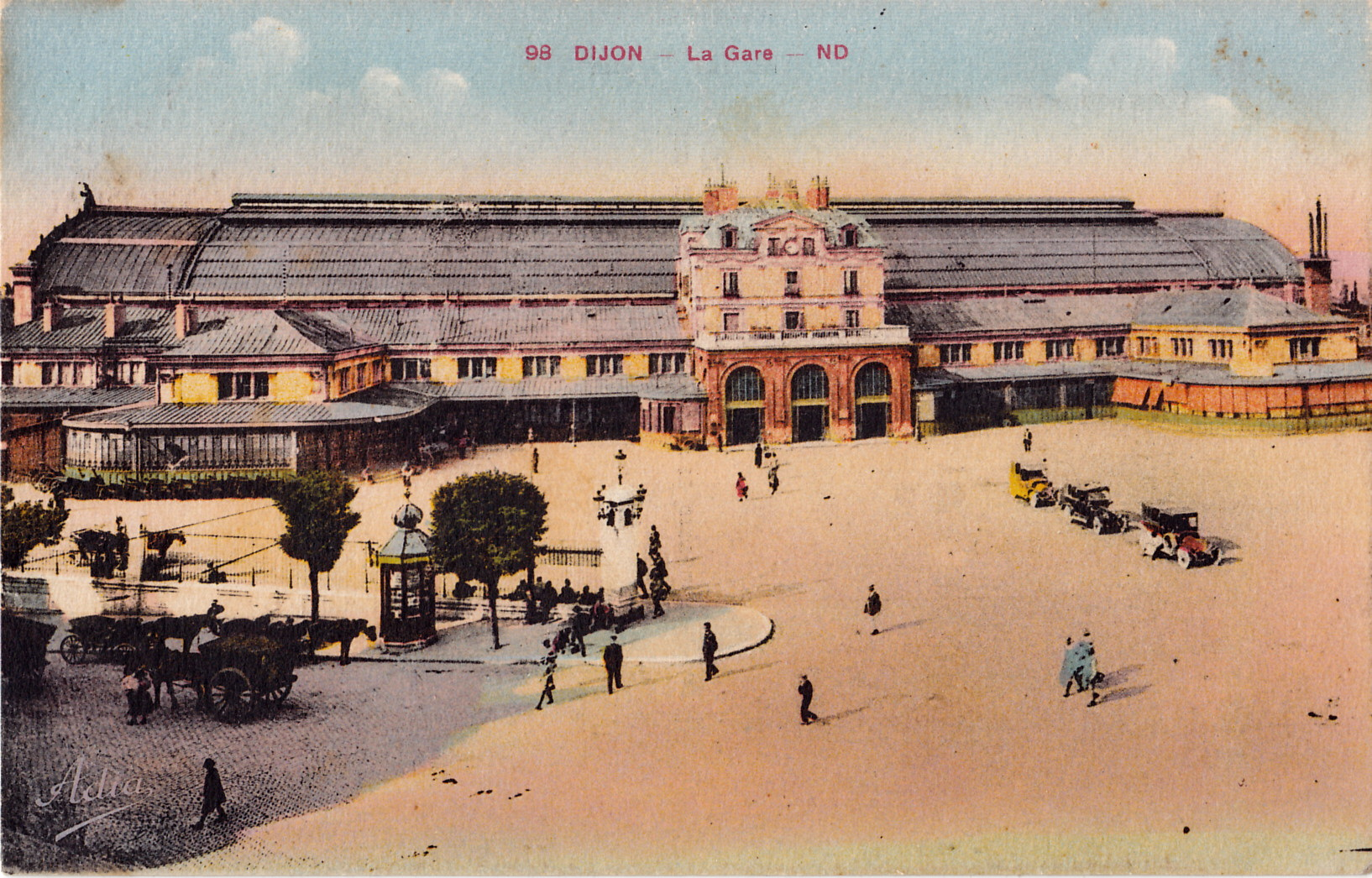
二十世纪初的第戎城站

第戎城站最初修建于1849年，由巴黎-里昂-马赛铁路公司（PLM）运营。1938年被法国国家铁路公司（SNCF）收购。
1944年，第戎城站在一次德军轰炸中被摧毁，新的第戎城站站房直到1962年才建成。
1981年，法国高速铁路东南线建成运营，借助其在蒙巴尔附近的联络线，巴黎-第戎的运行时间由原来的近3个半小时缩短至1个半小时，第戎-里昂的运行时间也有所缩短。第戎城站也是法国首批开通TGV列车的城市之一。
2011年，法国高速铁路莱茵河-罗讷河线建成运营，第戎-米卢斯的运行时间由原来的2个半小时缩短至1小时。

## 站台设置
| 北↑ |      |        | 主站房 |
|     | 侧式 |        |        |
| A道 |      |        |        |
|     |      | 通过线 |        |
| C道 |      |        |        |
|     | 岛式 |        |        |
| D道 |      |        |        |
| E道 |      |        |        |
|     | 岛式 |        |        |
| F道 |      |        |        |
| G道 |      |        |        |
|     | 岛式 |        |        |
| H道 |      |        |        |
| I道 |      |        |        |
|     | 岛式 |        |        |
| J道 |      |        |        |
| 南↓ |      |        |        |

## 本站可直达城市
| 第戎城站出发可直达的城市                                                                                              | |
| - 为方便阅读，可到达的城市按照城市法语名的首字母顺序排序，粗体字为法国省会城市。 - 中文名称非官方正式翻译，仅供参考。 | |

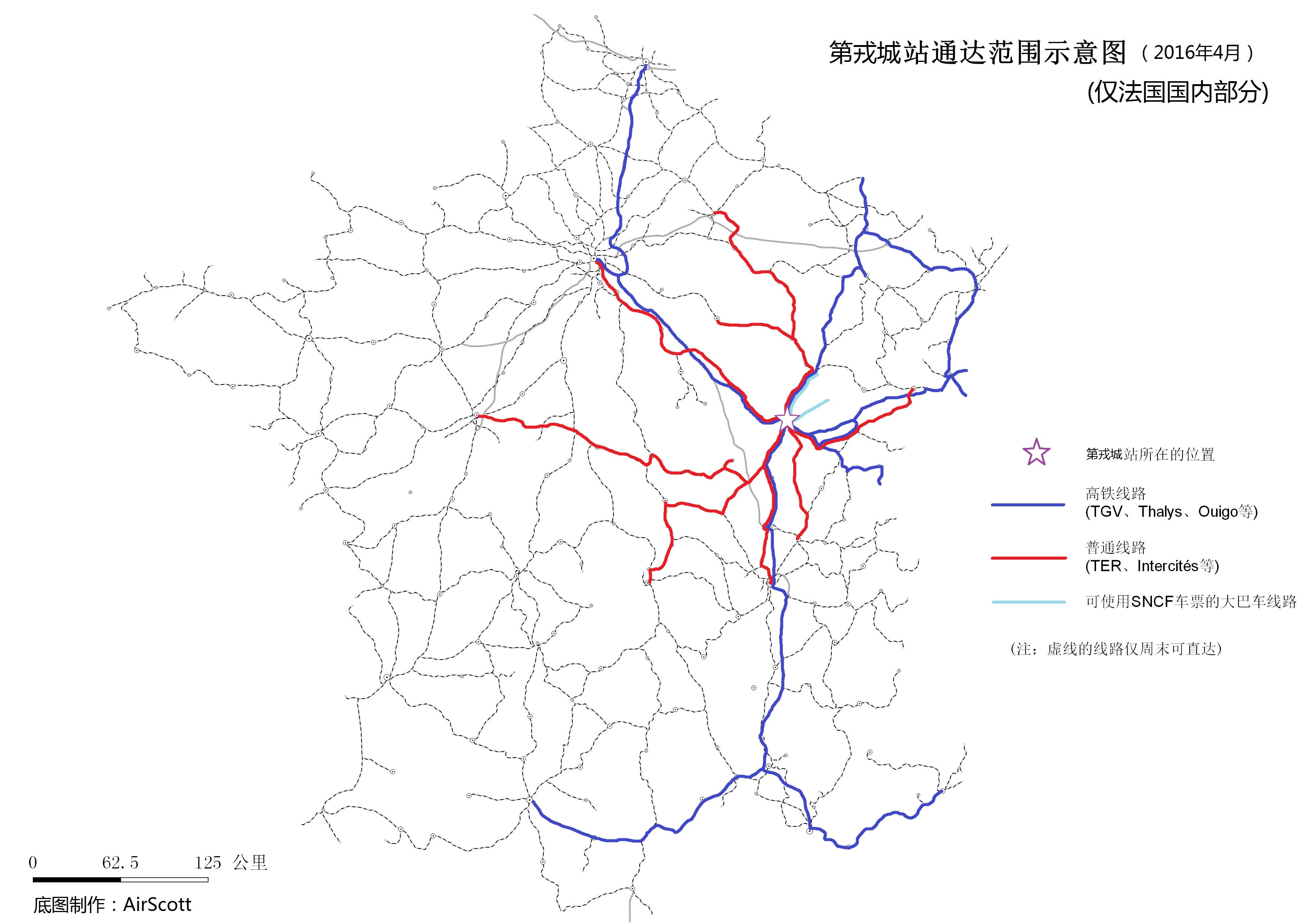
第戎城站（第戎站）通达范围示意图（2016年4月）

| 目的地所在大区或国家                                                                                                  | 可以直达的目的地 |
| 法兰西岛 | 戴高乐机场 · 马恩拉瓦莱 · 巴黎 |
| 大东部 | 科尔马 · 屈尔蒙 · 香槟沙隆 · 肖蒙 · 朗格勒 · 梅斯 · 小穆尔默龙 · 米卢斯 · 讷沙托 · 南锡 · 兰斯 · 斯特拉斯堡 · 蒂永维尔 · 图勒 · 特鲁瓦 · 巴尔斯河畔旺德夫尔 · 维特里勒弗朗索瓦 |
| 勃艮第-弗朗什-孔泰 | 艾斯雷 · 欧坦 · 欧塞尔 · 欧克索讷 · 博姆莱达姆 · 博讷 · 贝尔福 · 贝桑松 · 下布莱西 · 布朗济 · 布拉泽昂普莱讷 · 布勒蒂尼 · 塞西拉图尔 · 沙尼 · 索恩河畔沙隆 · 绍热 · 约讷河畔舍米伊 · 锡里勒诺布勒 · 克莱瓦勒 · 科隆比耶方丹 · 科隆日莱普勒米耶尔 · 达讷马里叙克雷特 · 德西兹 · 德吕 · 迪关 · 多勒 · 阿鲁河畔埃唐 · 弗勒维尔 · 方丹 · 弗拉努瓦 · 弗拉讷 · 热讷拉尔 · 让利斯 · 热莫 · 热夫雷尚贝坦 · 卢瓦尔河畔日利 · 埃里库尔 · 安菲 · 蒂耶河畔伊斯 · 茹瓦尼 · 莱赛 · 莱济 · 朗特奈 · 勒克勒佐 · 杜河畔利勒 · 隆日库尔昂普莱讷 · 卢昂 · 吕济 · 马孔 · 马兰 · 梅尔旺 · 米热讷 · 莫内托 · 蒙巴尔 · 蒙贝利亚 · 蒙索莱米讷 · 蒙沙南 · 讷伊莱第戎 · 讷韦尔 · 诺维拉尔 · 尼伊 · 尼伊圣乔治 · 奥尔尚 · 乌日 · 帕尼堡 · 帕赖勒莫尼亚勒 · 朗绍 · 罗什莱博普雷 · 吕费莱塞希雷 · 吕利 · 圣阿尼昂 · 圣阿穆尔 · 圣弗洛朗坦 · 圣让德洛讷 · 圣于连 · 圣瓦利耶 · 圣维特 · 索隆拉沙佩勒 · 大塞讷塞 · 瑟诺藏 · 桑斯 · 瑟尔 · 特尼塞 · 托内尔 · 图尔尼 · 乌什河畔沃拉尔 · 沃纳雷莱洛姆 · 韦雷苏萨尔迈斯 · 维莱莱波 · 武若 · 武若库尔 |
| 中央-卢瓦尔河谷大区                                                                                                   | 布莱雷 · 布尔日 · 舍农索 · 日耶夫尔 · 蒙特里沙尔 · 圣艾尼昂 · 圣皮埃尔德科尔 · 谢尔河畔塞勒 · 图尔 · 维耶尔宗 · 谢尔河畔自由城 |
| 奥克西塔尼大区 | 卡尔卡松 · 贝济耶 · 蒙彼利埃 · 纳博讷 · 尼姆 · 图卢兹 |
| 上法兰西大区 | 里尔 |
| 普罗旺斯-阿尔卑斯-蓝色海岸大区                                                                                        | 昂蒂布 · 艾克斯 · 阿维尼翁 · 戛纳 · 莱萨尔克 · 马赛 · 圣拉斐尔 · 土伦 |
| 奥弗涅-罗讷-阿尔卑斯大区                                                                                              | 贝尔维尔 · 阿列河畔贝赛 · 布雷斯地区布尔格 · 克莱蒙费朗 · 贝布尔河畔栋皮埃尔 · 里昂 · 穆兰 · 里永 · 圣日耳曼欧蒙多尔 · 圣日耳曼德福塞 · 索恩河畔自由城 · 瓦朗斯 · 阿列河畔瓦雷讷 · 维希 |
| 意大利 | 布雷西亚 · 米兰 · 帕多瓦 · 威尼斯 · 维罗纳 · 维琴察 |
| 瑞士 | 巴塞尔 · 伯尔尼 · 因特拉肯 · 洛桑 · 纳沙泰尔 · 奥尔滕 · 瓦洛尔布 · 苏黎世 |
| 卢森堡 | 卢森堡 |
| 德国 | 弗莱堡 |

## 停靠线路

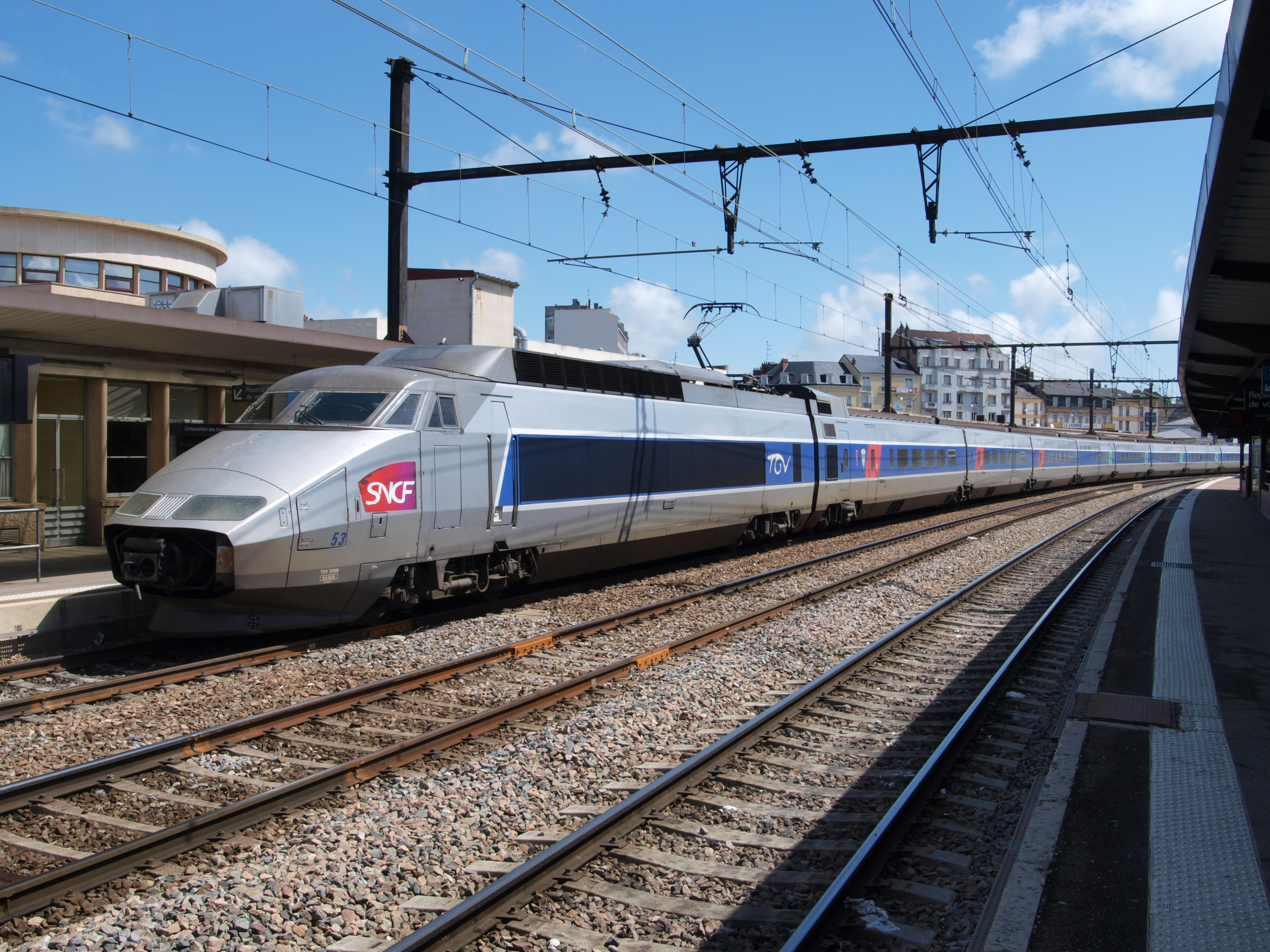
停靠在第戎車站的TGV列車

以下列车线路在第戎城站停靠：
| 第戎城站列车线路表             |           |                       |                   |              |
| 线路                           | 车种      | 上一站                | 下一站            | 大致运行频率 |
| 巴黎—贝桑松                    | TGV       | 蒙巴尔                | 贝桑松TGV         | 每天6趟左右  |
| 巴黎—贝桑松                    | TGV       | 蒙巴尔                | 多勒              | 每天1~3趟    |
| 巴黎—索恩河畔沙隆              | TGV       | 蒙巴尔                | 博讷              | 每天2趟左右  |
| 巴黎—米卢斯                    | TGV       | 巴黎里昂/蒙巴尔       | 贝桑松TGV         | 每天6趟左右  |
| 南锡—尼斯                      | TGV       | 贝桑松TGV             | 博讷/索恩河畔沙隆 | 每天1趟      |
| 卢森堡—马赛/蒙彼利埃           | TGV       | 贝桑松TGV             | 索恩河畔沙隆/马孔 | 每天2趟      |
| 斯特拉斯堡—蒙彼利埃            | TGV       | 贝桑松TGV             | 马孔              | 每天1~2趟    |
| 梅斯/斯特拉斯堡—里昂/马赛      | TGV       | 米卢斯/贝桑松TGV      | 马孔/里昂帕尔迪厄 | 每天1~2趟    |
| 巴黎—巴塞尔/苏黎世             | TGV Lyria | 巴黎里昂              | 米卢斯            | 每天4趟左右  |
| 巴黎—洛桑                      | TGV Lyria | 巴黎里昂              | 多勒              | 每天3趟左右  |
| 巴黎—威尼斯                    | Thello    | 巴黎里昂              | 米兰              | 每天1趟      |
| 巴黎/特鲁瓦—第戎               | TER       | 蒂耶河畔伊斯/第戎新门 | （终点）          | 每天1趟      |
| 兰斯/肖蒙—第戎                 | TER       | 蒂耶河畔伊斯/第戎新门 | （终点）          | 每天最多1趟  |
| 南锡—第戎                      | TER       | 第戎新门              | （终点）          | 每天2趟左右  |
| 蒂耶河畔伊斯—第戎              | TER       | 第戎新门              | （终点）          | 每天7趟左右  |
| 第戎—贝桑松                    | TER       | （起点）              | 让利斯            | 每天15趟左右 |
| 第戎—瑟尔/布雷斯地区布尔格     | TER       | （起点）              | 乌日              | 每天11趟左右 |
| 巴黎/第戎—里昂帕尔迪厄/佩拉什  | TER       | 莱洛姆-阿莱西亚       | 博讷              | 每天9趟左右  |
| 巴黎/欧塞尔/拉罗什-米热讷—第戎 | TER       | 莱洛姆-阿莱西亚       | （终点）          | 每天11趟左右 |
| 莱洛姆-阿莱西亚—第戎           | TER       | 维拉尔                | （终点）          | 每天6趟左右  |
| 第戎—欧坦/讷韦尔               | TER       | （起点）              | 博讷              | 每天8趟左右  |
| 第戎—蒙沙南/克莱蒙费朗         | TER       | （起点）              | 博讷              | 每天1趟      |
| 第戎—索恩河畔沙隆/马孔         | TER       | （起点）              | 热夫雷尚贝坦      | 每天8趟左右  |
| 1.                             |           |                       |                   |              |

## 配套交通

### 城际客运
第戎城站对应的第戎长途汽车站（Gare Routière de Dijon）就在第戎城站前面的广场上，有轨电车1号线的起点站旁边。
| 停靠第戎站的大巴车 |                                        | |
| 上下车地点         | 运营单位                               | 主要目的地 |
| 第戎长途汽车站     | EUROLINES Flixbus                      | （可直达或通过联程中转的方式，前往法国及欧洲41个目的地） |
| 第戎长途汽车站     | Isilines                               | （可直达或通过联程中转的方式，前往法国及欧洲732个目的地） |
| 第戎长途汽车站     | Ouibus                                 | （可直达或通过联程中转的方式，前往法国及欧洲76个目的地） |
| 第戎长途汽车站     | SNCF                                   | （当某条铁路线施工或罢工时，SNCF可能会提供途径该线路沿途站点的大巴车） |
| 第戎长途汽车站     | 勃艮第-弗朗什-孔泰 大区城际客运 MobiGo | LR106 蒂耶河畔阿尔克 · 马尼圣梅达尔 · 贝兹河畔米尔博 · 勒内沃 · 格雷 LR109 伊济耶 · 隆尚 · 索恩河畔拉马什 · 纳塞河畔苏瓦松 LR113 热夫雷尚贝坦 · 科尔戈卢万 · 拉杜瓦塞里尼 · 绍雷莱博讷 · 博讷 LR117 乌什河畔圣玛丽 · 乌什河畔圣维克托 · 乌什河畔拉比西耶尔 · 乌什河畔沃韦 · 乌什河畔托雷 · 乌什河畔布利尼 LR118 乌什河畔沃拉尔 · 乌什河畔圣玛丽 · 阿尔奈勒迪克 · 拉康什 · 欧苏瓦地区普伊 · 索略 LR119 乌什河畔沃拉尔 · 松贝农 · 欧比尼莱松贝农 · 维托 · 克拉姆雷 · 欧苏瓦地区瑟米尔 · 阿瓦隆 LR124 圣塞纳拉拜 · 拜尼厄莱瑞夫 · 塞纳河畔圣马克 · 塞纳河畔沙蒂永 |
| 1. 2. 3. 4.        |                                        | |

### 城市公共交通
| Divia 第戎城站附近的市内公共交通线路 |                                   |                                                                                   |
| 公交车站名称                         | 位置                              | 停靠线路                                                                          |
| 第戎火车站                           | 第戎城站站前广场                  | T1 第戎-火车站 ↔ 克蒂尼-中心                                                      |
| 布里福火车站                         | 第戎城站北广场停车场的北侧        | B10 塔朗-城堡 ↔ 方丹莱第戎-商业中心 B12 第戎-芝加哥 ↔ 普隆比耶尔莱第戎-普隆比耶尔 |
| 万瑟诺火车站                         | 第戎城站的南侧                    | L3 第戎-乌什方丹 ↔ 第戎-埃皮雷-北角 B13 第戎-吉龙洞 ↔ 方丹莱第戎-乡村             |
| 佛煦火车站                           | 第戎城站东北（市区方向）大约150米 | T1 第戎-火车站 ↔ 克蒂尼-中心 T2 第戎-瓦尔米 ↔ 舍诺沃-中心                         |
| 火车站                               | 第戎城站东南大约200米             | EXPREss 第戎-火车站 ↔ 乌日-第戎宪兵学校 B18 第戎-达尔西 ↔ 隆维克-卡尔梅利特       |

## 临近车站
| 第戎城站（Gare de Dijon-Ville） |                        |                         |
| 上行车站                        | 线路                   | 下行车站                |
| 维拉尔站 8.8km ←                | 巴黎－马赛铁路         | 热夫雷尚贝坦站 → 11.2km |
| （起点）                        | 第戎－蒂耶河畔伊斯铁路 | 第戎新门站 → 7.7km      |
| （起点）                        | 第戎－瓦洛尔布铁路     | 让利斯站 → 18.6km       |
| （起点）                        | 第戎－圣阿穆尔铁路     | 乌日站 → 9.1km          |
| - 本表仅显示运营中的线路及车站  |                        |                         |